# Mahe (distrikt)
Mahe är ett distrikt i Indien.   Det ligger i unionsterritoriet Puducherry, i den södra delen av landet, 1 900 km söder om huvudstaden New Delhi. Antalet invånare är 41 816.